# Alain VIII. de Rohan
Alain VIII. de Rohan (1379 bezeugt, † 25. Juli 1429) war Vicomte de Rohan und Sire de Léon, Seigneur de Noyon-sur-Andelle, sowie Lieutenant-général und Gouverneur der Bretagne.
Er war der älteste Sohn von Jean I. de Rohan, Vicomte de Rohan, und Jeanne de Léon, der Erbtochter von Hervé, Sire de Léon. Sire de Léon wurde er als Erbe seiner Mutter, Vicomte de Rohan mit dem Tod seines Vaters, der 1395 noch lebte.
Er heiratete Béatrix de Clisson, die Erbtochter von Olivier V. de Clisson, Connétable von Frankreich, und Catherine de Laval. Mit dem Tod ihres Vaters 1407 wurde sie Gräfin von Porhoët; zudem war sie Dame de Blain, de Fresnay, d‘Héric, de Pontchâteau, de La Garnache et de Josselin. Béatrix de Clisson starb 1448.
Das einzige Kind dieser Ehe war: Alain IX. de Rohan († 1462), Vicomte de Rohan et de Léon, Comte de Porhoët ; ⚭ (1) 1407 Marguerite de Bretagne, Dame de Guillac († 1428), Tochter von Johann V., Herzog von Bretagne (Haus Frankreich-Dreux); ⚭ (2) 1450 Marie de Lorraine († 1455), Tochter von Anton von Lothringen, Graf von Vaudémont (Haus Châtenois); ⚭ (3) 1456 Peronnelle de Maillé, Tochter von Hardouin, Seigneur de Maillé (Haus Maillé)
Während der Inhaftierung des Herzogs Johann VI. im Jahr 1420 auf der Burg Champtoceaux, die mit seiner Befreiung noch im gleichen Jahr und dem Befehl zum Abriss endete, verwaltete Alain VIII. die Bretagne für den gefangenen Herzog.